# ایستگاه کائیهین-ماکوهاری
ایستگاه کائیهین-ماکوهاری (به ژاپنی: 海浜幕張駅 Kaihin-makuhari-eki) یک ایستگاه قطار واقع در میهاما-کو در چیبا در استان چیبا است. این ایستگاه توسط شرکت راه‌آهن شرق ژاپن اداره می‌شود.